# Marcus Holst von Schmidten
Marcus Paulli Karenus Holst von Schmidten (25. januar 1791 – 26. april 1849 i Rudkøbing) var en dansk embedsmand, far til borgmester Ulrich Christian von Schmidten.
Han var søn af godsejer Ulrik Christian von Schmidten og Mette Sophie født Markussen, gik på Christiani Institut, blev 1809 student (privat dimitteret) og 1812 cand. jur. Schmidten blev 1813 kammerjunker, 1823 volontør i Danske Kancelli, 31. oktober 1826 konstitueret byfoged i Faaborg og herredsfoged i Salling Herred, 17. september 1828 byfoged i Rudkøbing og herredsfoged i Langelands Nørre og Sønder Herred, 1845 branddirektør og 1847 etatsråd.
Schmidten blev gift 22. oktober 1812 i Christiansborg Slotssogn med Louise Augusta Bjørn (døbt 8. august 1787 i København - 17. oktober 1858 sammesteds), datter af student, senere kammersekretær Christian Bjørn og solodanserinde Marie Christine Lorenzen.
Jens Juel har 1802 udført et kendt portrætmaleri, Løbende dreng, af Marcus Holst von Schmidten som barn (Statens Museum for Kunst). Her ses han løbende på vej i skole i Christiani Institut, der opfordrede børnene til bevægelse, og som byggede Danmarks første legeplads.